# Колерето Джакоза
Колерѐто Джако̀за (на италиански: Colleretto Giacosa; на пиемонтски: Corèj Giacosa, Корей Джакоза) е село и община в Метрополен град Торино, регион Пиемонт, Северна Италия. Разположено е на 280 m надморска височина. Към 1 януари 2020 г. населението на общината е 584 души, от които 45 са чужди граждани.